# Енциклопедія ісламу
Енциклопедія ісламу (англ. Encyclopaedia of Islam) — академічна енциклопедія, що включає в себе статті про країни, народи й династії мусульманського світу VII—XX ст., ісламські науки, політичні й релігійні течії, географію, етнографію, культуру й багато чого іншого. Перше видання «Encyclopaedia of Islam» виходило в Лейдені (1913—1938) німецькою, французькою та англійською мовами.
У географічних й історичних статтях «Encyclopaedia of Islam» охоплюються стародавні арабо-ісламські імперії, ісламські країни в Середній і Південно-Східній Азії, Північній Африці, Османській імперії та інші ісламські країни.
Першим головним редактором «Encyclopaedia of Islam» був Мартін Теодор Хаутсма.

## Перше видання
Перше видання Енциклопедії ісламу було розпочато за рішенням Міжнародного союзу академій у 1900 році, фінансувалося всіма членами союзу й завершено в 1939 році. Написанням Енциклопедії займався голландський Університет Лейдена, при цьому велика частина статей писалася німецькою мовою й перекладалася потім англійською та французькою. «Encyclopaedia of Islam» складалася з 4 томів з ідентичним текстом на 3 мовах у 1913—1936, а в 1938 році вийшов додатковий том із виправленнями й доповненнями. У написанні енциклопедії брали участь академіки В. В. Бартольд, Є. Е. Бертельс, І. Ю. Крачковський, О. М. Самойлович, О. Ю. Якубовський та інші. Соціально-економічна тематика у першому виданні займала другорядне місце.
У 1940—1987 рр. Міністерство народної освіти Туреччини ініціювало переклад турецькою мовою першого видання Енциклопедії. Займався перекладом колектив турецьких вчених: Ф. Кепрюлю, І. Узунчаршили, О. Баркан, Т. Гекбільгін та ін. Турецький переклад мав обсяг 15 томів, причому було значно збільшено кількість і обсяг статей, присвячених Туреччині (наприклад, весь 10-й випуск 1-го тому присвячений Кемалю Ататюрку). Серйозні помилки, виявлені під час перекладу Енциклопедії ісламу, спонукали Управління у справах релігії Туреччини розпочати роботи зі складання нової енциклопедії обсягом 43 томи.

## Скорочене видання
У 1941 році вийшла коротка енциклопедія німецькою мовою, а в 1953 ідентичне англійське видання, в які були включені статті «Encyclopaedia of Islam» релігійної і правової тематики. Видання було перекладено на турецьку, арабську мову й урду.

## Друге видання
У 1948 році в Парижі 21-й Міжнародний конгрес сходознавців ухвалив рішення почати друге видання «Encyclopaedia of Islam» англійською та французькою мовами. Перший випуск першого тому вийшов у 1954 році, а участь у написанні статей брали 342 автори з 38 країн (у тому числі з 17 східних). Видання ілюстроване (карти, схеми, малюнки, фотографії), значно більше місця відведено соціально-економічній тематиці, збільшено кількість статей про сучасних ісламських діячів, статей з мистецтва й архітектури. Єдина редакція статей відсутня.

## Третє видання
Публікація третього видання (EI3) почалася навесні 2007 року. Редакційна колегія складається з 20 редакторів розділів і п'яти головних редакторів: Кейт Фліт (Кембриджський університет), Гудрун Кремер (Вільний університет Берліна), Дені Матрінжа (Вища школа соціальних наук), Джона Наваса (Левенський католицький університет) і Еверета Роусона (Нью-Йоркський університет). EI3 зовсім нова робота, яка строго зберігає повноту й достовірність великого багатотомного збірника, з новими статтями, що відображають велику різноманітність сучасної науки. EI3 виходить частинами, по чотири на рік, як в електронному, так і в друкованому вигляді. У порівнянні з попередніми виданнями EI3 повніше висвітлює іслам XX століття, більше уваги приділено мусульманським меншинам у всьому світі й гуманістичним перспективам, посилена роль соціальних наук, розширено географічне охоплення.

## Список видань
1-ше видання
- M. Th. Houtsma et al., eds., The Encyclopædia of Islam: A Dictionary of the Geography, Ethnography and Biography of the Muhammadan Peoples, 4 vols. and Suppl., Leiden: Late E.J. Brill and London: Luzac, 1913—1938. (англ.)
- M. Th. Houtsma, R. Basset et T. W. Arnold, eds., Encyclopédie de l'Islam: Dictionnaire géographique, ethnographique et biographique des peuples musulmans. Publié avec le concours des principaux orientalistes, 4 vols. avec Suppl., Leyde: Brill et Paris: Picard, 1913—1938. (фр.)
- M. Th. Houtsma, R. Basset und T. W. Arnold, herausgegeben von, Enzyklopaedie des Islām: geographisches, ethnographisches und biographisches Wörterbuch der muhammedanischen Völker, 5 vols., Leiden: Brill und Leipzig: O. Harrassowitz, 1913—1938. (нім.)

коротке видання
- M. Th. Houtsma et al. eds., İslâm Ansiklopedisi : İslâm âlemi coğrafya, etnografya ve biyografya lûgati, 13 in 15 vols., İstanbul: Maarif Matbaası, 1940—1988. (тур.)
- يصدرها باللغة العربية أحمد الشنتناوي، إبراهيم زكي خورشيد ، عبد الحميد يونس، دائرة المعارف الإسلامية: اصدر بالألمانية والإنجليزية والفرنسية واعتمد في الترجمة العربية على الأصلين الإنجليزي والفرنسي، الطبعة ٢، القاهرة: دار الشعب، -۱۹٦۹(араб.)
- محمود ‌الحسن عارف، مختصر اردو دائرۀ معارف اسلامیه، لاهور:دانشگاه پنجاب، ۲۵ ج.ها،۱۹۵۹-۱۹۹۳ (урду)

2-ге видання
- Edited by P.J. Bearman, Th. Bianquis, C.E. Bosworth, E. van Donzel and W.P. Heinrichs et al., Encyclopædia of Islam, 2nd Edition., 12 vols. with indexes and etc., Leiden: E. J. Brill, 1960—2005
- E. van Donzel, Islamic desk reference: compiled from The Encyclopaedia of Islam, Leiden: E. J. Brill, 1994. ISBN 90-04-09738-4

3-тє видання
- Edited by Kate Fleet, Gudrun Krämer, Denis Matringe, John Nawas and Everett Rowson, Encyclopædia of Islam, 3rd Edition., available online, printed «Parts» appearing four times per year, Leiden: E. J. Brill, 2007. ISSN 1873-9830